# Sonny Burke
Sonny Burke (22 de marzo de 1914 – 31 de mayo de 1980) fue un líder de big band y arreglista de nacionalidad estadounidense, que trabajó para los principales estudios de grabación, entre ellos Decca Records. 

## Biografía
Su verdadero nombre era Joseph Francis Burke, y nació en Scranton, Pensilvania. En 1937 se graduó en la Universidad Duke, donde había formado y liderado la big band de jazz conocida como los Duke Ambassadors.
En las décadas de 1930 y 1940 fue líder de banda en Nueva York, tocando, entre otros, con Sam Donahue. Además, en los años cuarenta y cincuenta fue arreglista en las formaciones de Charlie Spivak y Jimmy Dorsey, entre otros grupos. En 1955 escribió, junto a Peggy Lee, las canciones del film de Walt Disney La dama y el vagabundo. También escribió canciones con John Elliot para otra producción Disney, Toot, Whistle, Plunk and Boom, la cual ganó en 1953 el Óscar al mejor cortometraje animado.
Burke también está acreditado como uno de los compositores de "Midnight Sun", canción de Lionel Hampton con letras de Johnny Mercer. 
Burke fue director musical de Reprise Records, y fue responsible de muchos de los discos de Frank Sinatra. También fue líder de banda en las grabaciones de cantantes de la talla de Ella Fitzgerald y Mel Tormé. 
Entre sus otras actividades, Burke fue uno de los fundadores de la Academia Nacional de Grabación de Artes y Ciencias.
Sonny Burke falleció en 1980, a los 66 años de edad, en Los Ángeles, California.
A Burke se le concedió una estrella en el Paseo de la Fama de Hollywood, en el 6920 de Hollywood Boulevard, como premio a su actividad discográfica.

## Discografía

### Como líder de orquesta
- Sonny Burke plays Mambos (1951)
- Sonny Burke and his Orchestra I & II (1951)
- The Sonny Burke-Don Elliott Six (ca. 1960)

### Como acompañante
Con Brass Fever
- Time is Running Out (Impulse!, 1976)